# Florent Pagny

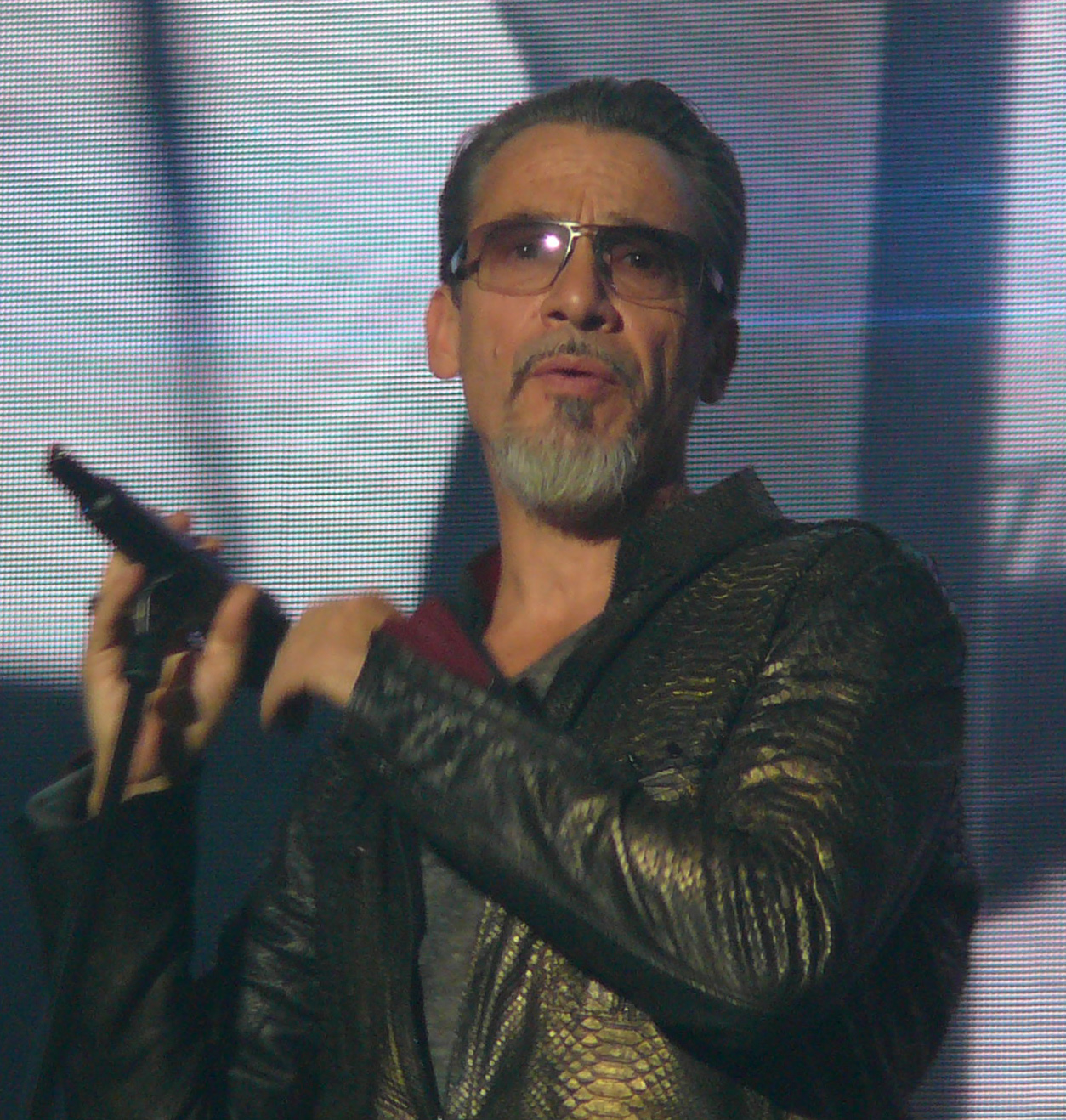
Florent Pagny (2017)

Florent Pagny (* 6. November 1961 in Chalon-sur-Saône, Frankreich) ist ein französischer Sänger. Er hat außerdem als Schauspieler gearbeitet u. a. 1986 in Die Frau meines Lebens an der Seite von Jane Birkin. Im Jahr 2005 trat er in Paris bei Live 8 auf.

## Leben
Pagny wurde 1961 in Chalon-sur-Saône geboren, sein Vater war Tischler, seine Mutter Sekretärin. Er wuchs mit einem Bruder und zwei Schwestern auf. Das Interesse an Musik wurde von seiner Mutter geweckt, die von einer Karriere als Opernsängerin träumte. Nachdem die Familie 1972 nach Bonneville (Haute-Savoie) umgezogen war, fiel Pagny die Integration in die neue Umgebung schwer. So suchte er Erfüllung in Bühnenauftritten und nahm an Amateurwettbewerben und an Wettbewerben lokaler Radiostationen teil. Mit 16 verließ er die Schule und zog nach Paris, um eine Karriere als Musiker und Schauspieler zu beginnen. Nach einigen Gelegenheits-Jobs begann er, am Konservatorium von Levallois-Perret Gesangsunterricht zu nehmen und arbeitete nachts als Barkeeper, wo er Dominique Besnehard kennenlernte. Dieser verschaffte ihm die ersten Filmrollen in La Balance – Der Verrat und in Fort Saganne. Er schloss einen Plattenvertrag ab und veröffentlichte 1988 die Single N’importe quoi, die Platz 1 der französischen Hitparade erreichte und sich über eine Million Mal verkaufte. Die folgende Single Laisser Nous Respirer festigte Pagnys Image als Ikone der jugendlichen Rebellion. Seine dritte Single Comme d’habitude war eine Neuinterpretation eines Varieté-Klassikers von Claude François. Schließlich erschien im Frühjahr 1990 Pagnys Debütalbum Merci. Obwohl sich die mediale Aufmerksamkeit mehr auf seine Beziehung mit Vanessa Paradis fokussierte, gelang ihm mit dem Album ein beachtenswerter Erfolg.
1992 erschien das zweite Album Réaliste, das als melancholisch und zusammenhanglos angesehen wurde und hörbar vor seiner Trennung von Vanessa Paradis beeinflusst war. Nach schlechten Verkaufszahlen zog sich Pagny für zwei Jahre aus der Öffentlichkeit zurück, um sich 1994 mit dem nächsten Album Rester vrai mit neuer Energie zu präsentieren. Der kommerzielle Erfolg kehrte mit den Single-Auskopplungen aus dem 1995er Best-of-Album Bienvenue chez moi zurück, und das Titellied seiner 1997er Albums Savoir aimer erreichte wieder Platz 1 der französischen Charts. Pagny wurde 1998 als bester männlicher Künstler bei den Victoires de la Musique ausgezeichnet. Ende 1999 überraschte Pagny mit dem Album RéCréation, das Neuaufnahmen bekannter französischer Chansons enthielt. Nach Châtelet les Halles (2000) folgte mit 2 ein Album, auf dem Pagny Duette mit Künstlern wie Pascal Obispo und Axel Bauer darbot. 2003 folgte mit Ailleurs land der nächste Bestseller. Im darauffolgenden Jahr wurde Pagny der Steuerhinterziehung beschuldigt, außerdem wurde der Film Quand Je Vois le Soleil ein Misserfolg. Mit dem Ende 2004 veröffentlichten Baryton zeigte Pagny seine Vorliebe für Opernmusik, während das darauf folgende Album Abracadabra wieder vom Chanson inspiriert war. Das 2007 erschienene Album Pagny chante Brel enthielt Pagnys Interpretation von Liedern des belgischen Chansonniers Jacques Brel. 2010 erschien sein Studioalbum Tout et son contraire, im Jahr 2012 das Livealbum Live acoustique. Seine zwei Alben Baryton. Gracias a la vida (2012) und Habana (2016) waren von lateinamerikanischen Elementen geprägt. Die Studioalben Vieillir avec toi (2013) und L'avenir (2021) entstanden in Zusammenarbeit mit Calogero.

## Diskografie
Studioalben

| Jahr | Titel                      | Höchstplatzierung, Gesamtwochen, AuszeichnungChartplatzierungen (Jahr, Titel, Platzierungen, Wochen, Auszeichnungen, Anmerkungen) | Höchstplatzierung, Gesamtwochen, AuszeichnungChartplatzierungen (Jahr, Titel, Platzierungen, Wochen, Auszeichnungen, Anmerkungen) | Höchstplatzierung, Gesamtwochen, AuszeichnungChartplatzierungen (Jahr, Titel, Platzierungen, Wochen, Auszeichnungen, Anmerkungen) | Anmerkungen                                                  |
| Jahr | Titel                      | FR | BEW | CH | Anmerkungen                                                  |
| ---- | -------------------------- | --- | --- | --- | ------------------------------------------------------------ |
| 1990 | Merci                      | FR— GoldFR | — | — | Erstveröffentlichung: 16. April 1990                         |
| 1992 | Réaliste                   | — | — | — | Erstveröffentlichung: 24. Juli 1992                          |
| 1994 | Rester vrai                | FR— ×2DoppelgoldFR | — | — | Erstveröffentlichung: 21. März 1994                          |
| 1997 | Savoir aimer               | FR1 Diamant · (85 Wo.)FR | BEW1 Platin · (64 Wo.)BEW | CH23 Platin · (16 Wo.)CH | Erstveröffentlichung: 7. November 1997 Verkäufe: + 2.000.000 |
| 1999 | RéCréation                 | FR1 Platin · (21 Wo.)FR | BEW4 Gold · (24 Wo.)BEW | CH94 (1 Wo.)CH | Erstveröffentlichung: 25. Oktober 1999                       |
| 2000 | Châtelet-Les Halles        | FR1 ×2Doppelplatin · (80 Wo.)FR                                                                                                   | BEW3 Gold · (20 Wo.)BEW | CH16 Gold · (20 Wo.)CH | Erstveröffentlichung: 6. November 2000                       |
| 2001 | 2                          | FR3 ×2Doppelgold · (36 Wo.)FR | BEW3 Gold · (14 Wo.)BEW | CH8 Gold · (16 Wo.)CH | Erstveröffentlichung: 17. Februar 2001                       |
| 2003 | Ailleurs land              | FR1 Diamant · (75 Wo.)FR | BEW1 Gold · (44 Wo.)BEW | CH2 Platin · (34 Wo.)CH | Erstveröffentlichung: 7. April 2003                          |
| 2004 | Baryton                    | FR1 ×2Doppelplatin · (75 Wo.)FR                                                                                                   | BEW1 Platin · (61 Wo.)BEW | CH19 Gold · (12 Wo.)CH | Erstveröffentlichung: 8. November 2004                       |
| 2006 | Abracadabra                | FR2 Platin · (66 Wo.)FR | BEW2 Gold · (33 Wo.)BEW | CH13 Gold · (19 Wo.)CH | Erstveröffentlichung: 14. April 2006                         |
| 2007 | Pagny chante Brel          | FR3 (32 Wo.)FR | BEW1 Platin · (44 Wo.)BEW | CH28 (10 Wo.)CH | Erstveröffentlichung: 19. November 2007                      |
| 2009 | C’est comme ça             | FR2 ×2Doppelplatin · (58 Wo.)FR                                                                                                   | BEW1 Gold · (52 Wo.)BEW | CH16 (14 Wo.)CH | Erstveröffentlichung: 25. Mai 2009                           |
| 2010 | Tout et son contraire      | FR1 (62 Wo.)FR | BEW1 Platin · (43 Wo.)BEW | CH31 (9 Wo.)CH | Erstveröffentlichung: 8. November 2010                       |
| 2012 | Baryton. Gracias a la vida | FR2 (37 Wo.)FR | BEW5 (26 Wo.)BEW | CH40 (4 Wo.)CH | Erstveröffentlichung: 8. November 2012                       |
| 2013 | Vieillir avec toi          | FR1 Diamant · (112 Wo.)FR | BEW1 Gold · (82 Wo.)BEW | CH9 (37 Wo.)CH | Erstveröffentlichung: 4. November 2013                       |
| 2016 | Habana                     | FR2 Platin · (67 Wo.)FR | BEW1 (47 Wo.)BEW | CH6 (15 Wo.)CH | Erstveröffentlichung: 29. April 2016                         |
| 2017 | Le présent d’abord         | FR2 ×2Doppelplatin · (53 Wo.)FR                                                                                                   | BEW1 Gold · (62 Wo.)BEW | CH1 (18 Wo.)CH | Erstveröffentlichung: 22. September 2017                     |
| 2018 | Tout simplement            | FR15 (12 Wo.)FR | BEW4 (30 Wo.)BEW | CH17 (7 Wo.)CH | Erstveröffentlichung: 30. März 2018                          |
| 2019 | Aime la vie                | FR2 Platin · (44 Wo.)FR | BEW2 (55 Wo.)BEW | CH5 (9 Wo.)CH | Erstveröffentlichung: 7. Juni 2019                           |
| 2021 | L’avenir                   | FR1 Platin · (43 Wo.)FR | BEW1 (42 Wo.)BEW | CH8 (23 Wo.)CH | Erstveröffentlichung: 17. September 2021                     |
| 2023 | 2bis                       | FR1 ×2Doppelplatin · (… Wo.)FR | BEW1 (32 Wo.)BEW | CH1 (18 Wo.)CH | Erstveröffentlichung: 1. September 2023                      |

grau schraffiert: keine Chartdaten aus diesem Jahr verfügbar

## Filmografie (Auswahl)
- 1981: Das Schlitzohr der dritten Kompanie (Les surdoués de la première compagnie)
- 1981: Liebe ohne Grenzen (L’amour nu)
- 1982: T’es folle ou quoi?
- 1982: Das As der Asse (L’as des as)
- 1982: La Balance – Der Verrat (La balance)
- 1982: L’honneur d’un capitaine
- 1983: Flucht in den Abgrund (Effraction)
- 1984: Großstadthölle – Gehetzt und gejagt (Les fauves)
- 1984: Fort Saganne
- 1985: Blessure
- 1986: Die Frau meines Lebens (La femme de ma vie)
- 1987: Strich Academy (Les keufs)
- 1987: François Villon – Poetul vagabond
- 1990: La fille des collines
- 1995: Tom est tout seul
- 2003: Quand je vois le soleil
- 2003: Les clefs de bagnole
- 2009: Total Blackout (Blackout)